# 3-Hydroxy-2-butanon
3-Hydroxy-2-butanon oder Acetoin ist eine organische Verbindung aus der Stoffgruppe der Methylketone und Hydroxyketone, die von einigen Bakterien als Zwischenprodukt des Stoffwechsels gebildet wird, aber auch in Pflanzenteilen vorkommt.

## Isomerie
3-Hydroxy-2-butanon besitzt ein Stereozentrum, somit existieren zwei Stereoisomere, (R)-3-Hydroxy-2-butanon und (S)-3-Hydroxy-2-butanon.
| 3-Hydroxy-2-butanon |                         |                         |
| Name                | (R)-3-Hydroxy-2-butanon | (S)-3-Hydroxy-2-butanon |
| Andere Namen        | (R)-Acetoin             | (S)-Acetoin             |
| Strukturformel      |                         |                         |
| CAS-Nummer          | 53584-56-8              | 78183-56-9              |
| CAS-Nummer          | 513-86-0 (unspez.)      |                         |
| EG-Nummer           | 208-174-1 (unspez.)     | 208-174-1 (unspez.)     |
| ECHA-Infocard       | 100.007.432 (unspez.)   | 100.007.432 (unspez.)   |
| PubChem             | 439314                  | 447765                  |
| PubChem             | 179 (unspez.)           |                         |
| Wikidata            | Q27098190               | Q59347812               |
| Wikidata            | Q223083 (unspez.)       |                         |

## Vorkommen

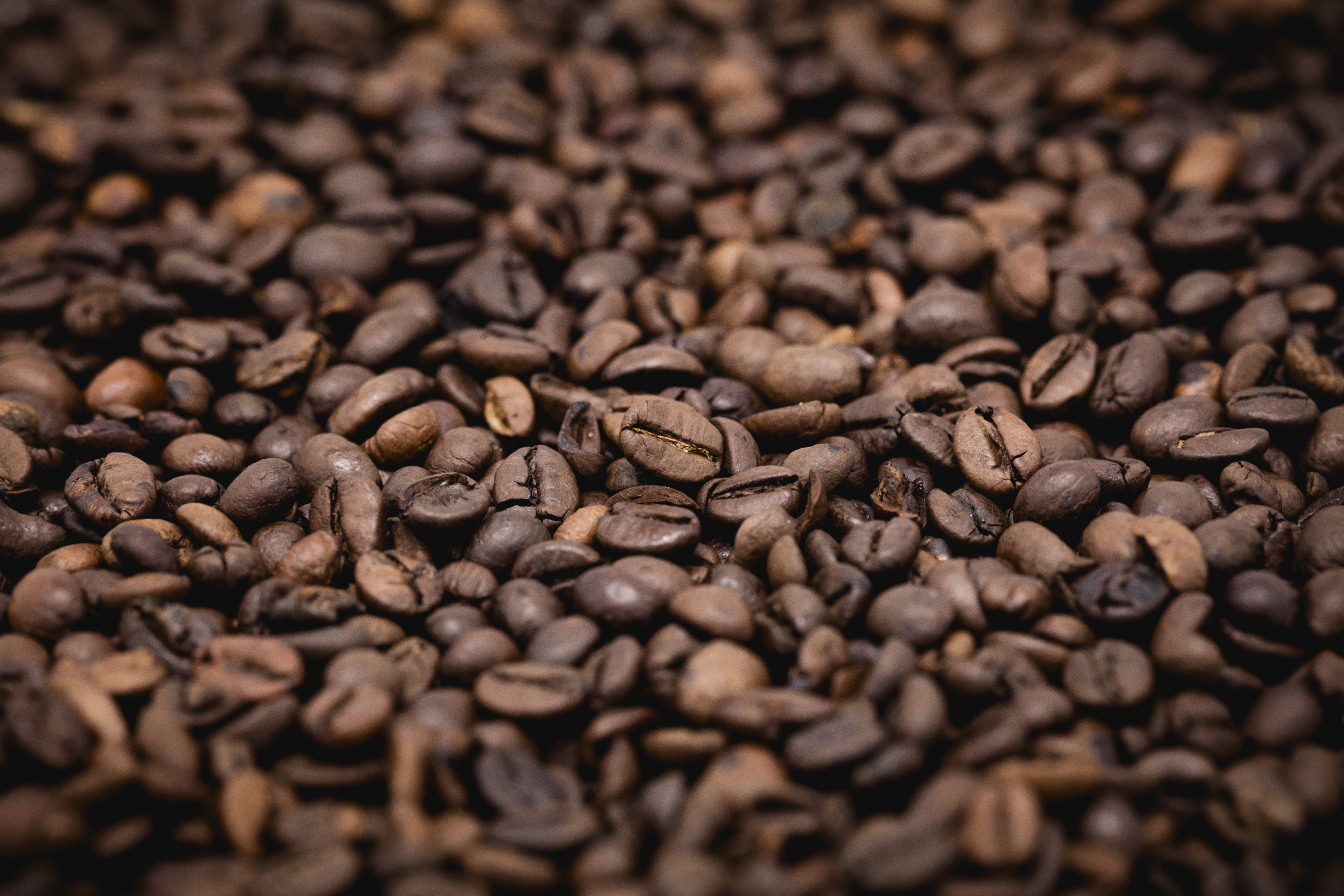
Geröstete Kaffeebohnen

Acetoin ist ein natürlicher Bestandteil von Äpfeln, Butter, Joghurt, Spargel, Schwarzen Johannisbeeren, Himbeeren, Brombeeren, Heidelbeeren, Mais, Weizen, Broccoli, Tee, Spanischer Pfeffer, Kokospalmen, Feigen, Echtem Süßholz, Sonnenblumen, Grüner Minze, Rosenkohl und Honigmelonen. Auch zum Geruch von geröstetem Kaffee trägt es bei.
Bekannte bakterielle Acetoinbildner sind zum Beispiel in der Gattung Bacillus, unter den Enterobakterien und den Milchsäurebakterien zu finden. Acetoin entsteht beim anaeroben Glucoseabbau, wird aber nur bei bestimmten Gärungsprozessen akkumuliert (2,3-Butandiolgärung). Hierbei wird das (R)-Isomer gebildet.

## Herstellung
Acetoin kann durch teilweise Reduktion von 2,3-Butandion, teilweise Oxidation von 2,3-Butandiol oder durch enzymatische Vergärung von Kohlenhydraten, wie Melasse mit Bacillus tartaricus über Acetaldehyd gewonnen werden.

## Eigenschaften
Acetoin hat einen butterähnlichen Geruch und wird zur Herstellung von Aromen verwendet.
Aufgrund seiner α-Hydroxyketon-Struktur wirkt es reduzierend, wobei es zu 2,3-Butandion (Diacetyl) oxidiert wird.
Unter aeroben Verhältnissen wird die Verbindung vollständig zu Kohlenstoffdioxid abgebaut (zum Beispiel auch bei Säugetieren).
Die Fähigkeit zur Acetoinbildung wird für Schnelltestverfahren zur Bestimmung unbekannter (Darm-)Bakterien genutzt. Die Reaktion mit Kreatin und α-Naphthol führt im Alkalischen hierbei zur Bildung eines roten Farbstoffs (Voges-Proskauer-Test, IMViC).

## Verwendung
Die Verbindung wird zur Aromatisierung von Margarine verwendet und soll zu den Additiven zählen, die Zigarettenhersteller dem Tabak beimischen.